# 제13회 일본 중의원 의원 총선거
제13회 일본 중의원의원 선거는 1917년 4월 20일 일본에서 치러진 중의원의원의 선거다.

## 선거 결과
| 정당       | 의석수 |
| ---------- | ------ |
| 입헌정우회 | 165석  |
| 헌정회     | 121석  |
| 입헌국민당 | 35석   |
| 무소속     | 60석   |
| 합계       |        |